# جامعة الفنون المسرحية والسينمائية
أكاديمية الدراما والسينما في بودابست وتُعرف أيضًا باسم جامعة الفنون المسرحية والسينمائية (بالمجرية: Színház- és Filmművészeti Egyetem)‏ وتَردُ في بعض المصادر اختصارًا باسم SZFE، هي مؤسَّسة تعليمية تأسست عام 1865 في بودابست، المجر. أصبحت جامعة في عام 2000 وتم تغيير الاسم إلى جامعة المسرح وفنون السينما. في 31 أغسطس 2020، استقالت إدارة الجامعة احتجاجًا على فرض مجلس الأمناء المعين من قبل الحكومة والذي رأوا أنه يحد من استقلالية الجامعة.

## خريجون متميّزون
- لازلو كوفاكس (تصوير سينمائي).[9]
- فيلموس زيجموند.[9]
- جوزيف ميكو.[10]
- استفان زابو
- ميكلوس يانكسو
- لاجوس كولتاي
- غابور بودي
- بيلا تار
- جيزا روريج
- كريستوف دياك.[11]
- الكسندرا بوربيلي.[12]
- كارولي ماك[بحاجة لمصدر]
- دينس ناجي.[13]